# Karin Rosenbaum
Karin Rosenbaum (Porto Alegre, 1954) é uma artista plástica teuto-brasileira.

## Vida
Karin Rosenbaum nasceu como filha de Marie-Agnes Kleine e Theodor Fritz Kleine († 1999, conhecido como Theo Kleine) no sul do Brasil. Rosenbaum estudou Belas Artes na Universidade Feevale em Novo Hamburgo, RS, Brasil de 1972 a 1976. De 1974 a 1980 ela aprendeu e trabalhou com o escultor Harro Kleppa, com o qual esteve casada de 1972 a 1982. Desde 1977 ela se tornou escultora e artista gráfica autônoma com diversas exposições e encomendas, entre outras para a Igreja Evangélica de Confissão Luterana no Brasil. No ano de 1985 ela mudou-se para São Paulo. Em 1986 casou-se com o pastor luterano Walter Rosenbaum. A partir de 1987 trabalhou como educadora no projeto social Reconciliação do Menor em Vila São José, São Paulo. No ano de 1995 fundou, juntamente com um pequeno grupo de mulheres da Comunidade luterana de Vila Campo Grande, a Oficina de Paramentos Campo Grande e trabalhou como coordenadora no projeto social desta comunidade, Sal da Terra. Em 1998 mudou-se juntamente com a sua família para a Alemanha, Bassum-Nordwohlde, Baixa Saxônia. Desde 2015 vive e trabalha na cidade de Bruchhausen-Vilsen.

## Obras

### Esculturas

#### Esculturas a partir de 1976 (São Leopoldo, Brasil)
- libertação (pedra-sabão brasileira), 1976
- sonhos (pedra-sabão brasileira), 1976
- obstáculo (pedra-sabão brasileira), 1976
- desenvolvimento (pedra-sabão brasileira), 1980
- Pietàt (pedra-sabão brasileira), 1981
- encontro (pedra-sabão brasileira), 1983
- culpa (pedra-sabão brasileira), 1983
- ambivalência (pedra-sabão brasileira), 1983
- decadência e regeneração da cultura (pedra-sabão brasileira), 1984
- o flautista (pedra-sabão brasileira), 1984
- em direção a Deus (pedra-sabão brasileira), 1984
- paixão e compaixão (pedra-sabão brasileira), 1985
- origem (pedra-sabão brasileira), 1985
- ponte (pedra-sabão brasileira), 1987
- mão (pedra-sabão brasileira), 1987
- nascimento (pedra-sabão brasileira), 1988
- a pérola (pedra-sabão brasileira), 1991
- mãe natureza (pedra-sabão brasileira), 1991
- equilíbrio (pedra-sabão brasileira), 1992
- Loslassen (medo) (pedra-sabão brasileira), 1992
- Jesaja (pedra-sabão brasileira), 1993
- máscaras (pedra-sabão brasileira), 1993
- Laokoon (pedra-sabão brasileira), 1993
- parafuso (pedra-sabão brasileira), 1994
- Macht und Ohnmacht (pedra-sabão brasileira), 1994
- passo (pedra-sabão brasileira), 1995
- oração (pedra-sabão brasileira), 1995
- Mensch bleiben (pedra-sabão brasileira), 1996

#### Esculturas a partir de 1999 (Nordwohlde, Alemanha)
- Warten auf das neue Jahrtausend (alabastro), 1999
- Engel (igreja de Nordwohlde) (pedra-sabão brasileira), 2000
- Vida (pedra-sabão brasileira), 2000
- Du stellst meine Füße auf weiten Raum (pedra-sabão brasileira), 2001
- Das Paar (pedra-sabão brasileira), 2001
- Engel (pedra-sabão brasileira), 2001
- Mandala (pedra-sabão brasileira), 2001
- Vision (weißer Kopf) (pedra-sabão branca, espanhola), 2001
- Wasser des Lebens (pedra-sabão brasileira), 2002
- Der gemachte Mensch (pedra-sabão brasileira), 2002
- Spirale der Liebe (pedra-sabão brasileira), 2002
- Mit leeren Händen (pedra-sabão brasileira), 2002
- Die Welle (pedra-sabão brasileira), 2003
- Fliegen lernen (pedra-sabão brasileira), 2003
- Häutung (pedra-sabão brasileira), 2004
- "escultura para o cemitério de Nordwohlde" (pedra de porfírio de Rochlitz), 2004
- Angst (pedra-sabão brasileira), 2005
- Trauerspirale (Kinderhospiz Löwenherz) (pedra-sabão brasileira), 2006
- "escultura para uma sepultura" (pedra-sabão indiana), 2007
- "escultura para o cemitério de Heiligenloh"(arenito claro), 2007
- Augenblick (pedra-sabão brasileira), 2008
- Jesus am Kreuz (igreja de Nordwohlde) (pedra-sabão finlandesa), 2008
- Verwandlung (pedra-sabão brasileira), 2010
- "escultura para o cemitério de Heidenau"(arenito claro), 2010
- Der Auferstandene (igreja de Nordwohlde) (pedra-sabão brasileira), 2012
- Abendmahl (pedra-sabão brasileira), 2015

## Esculturas em espaços públicos, igrejas e cemitérios
- vitral para a igreja luterana de Sorocaba “Capela da Esperança” (1988)
- anjo para a igreja de Nordwohlde (2000)
- escultura para o cemitério de Nordwohlde (2004)
- conjunto de esculturas para o Kinderhospiz Loewenherz, em Syke
- escultura duplo para pessoa particular (no cemitério de Oldenburg)
- escultura para o cemitério de Heiligenloh (2007)
- relevo em pedra “Jesus na cruz” para a igreja de Nordwohlde
- escultura para o cemitério de Heidenau (2010)
- escultura “O ressurreto” para a igreja de Nordwohlde (2024)[3][4]

### Trabalhos gráficos
- Sgraffitos em Novo Hamburgo, RS (1977-1979):
  - Fábrica CISPER (Hall de entrada)
  - restaurante em Hamburgo Velho
  - parede externa na Universidade FEEVALE (faculdade de Belas Artes)
  - parede externa do jardim de infância da Casa da Juventude em Gramado
- 12 gráficos (colagem) do calendário litúrgico para a Oficina de Paramentos Campo Grande, São Paulo (19992) a partir dos quais são confeccionados os paramentos litúrgicos para altar e púlpito e estolas.
- 6 gráficos (colagem) das Bem-Aventuranças para a Oficina de Paramentos Campo Grande, São Paulo (1993) a partir dos quais são confeccionados os panôs para parede.
- gráficos para os lemas do ano da Igreja Ev.-luterana da Alemanha (de 2005 – 2018)
- Logotipos para o jardim de infância em Nordwohlde (2010), para o Kita-Verband Syke-Hoya (2012) e para diversas comunidades (Syke, Heiligenfelde e Barrien) (2013).
- Cartazes e folders para a Kreisarbeitsgemeinschaft der Frauen no Kirchenkreis Syke-Hoya (2011) e para a Comunidade Ev.-luterana de Bassum (2016/2017)

## Exposições

### Coletivas
De 1977 a 1996 Karin Rosenbaum participou de 13 exposições coletivas no Brasil – em Gramado (Fearte), São Leopoldo e São Paulo.

### Individuais
- AMC Designers (1984, Rio de Janeiro)
- Bassum, Colnrade, Cuxhaven, Eisleben, Heidenau, Nienburg/Weser, Sulingen, Syke e Varrel (de 2000 a 2007)

## Publicações
- Karin Rosenbaum, em: “Kuenstlerprofile” , editor: Kunst in der Provinz e.V., pág. 180
- Karin Rosenbaum, em “Weltbewegt” – revista da Nordelbische Ev.-Lutherische Kirche, junho-julho 2009, pág. 15-17
- ilustrações para: Milton Schwantes: “Am Anfang war die Hoffnung”
- capa para a revista do NETMAL/IEPG “Mandrágora”
- capa com foto da escultura “ponte” para: Wolfgang Gern: “Beruehrt vom Schmerz der anderen” Diakonische Impulse. Evangelische Verlagsanstalt, 2016, ISBN 978-3-374-04275-3.
- capa da revista online RE-UNIR “Estudos literários” e “Estudos linguísticos” do Centro de Estudos da Linguagem da Fundação Universidade Federal de Rondônia, vol. 4, nº 1 e 2, 2017, ISSN 2594-4916.